# Komercijalna banka
Komercijalna banka (серб. Комерцијална банка) — сербский банк, один из крупнейших в стране. Полное наименование — Komercijalna banka a.d. Beograd.
Основан в 1970 году.

## Собственники и руководство
Два основных собственника банка — правительство Сербии (40 %) и ЕБРР (25 %).
Главный управляющий — Владислав Цветкович (Vladislav Cvetković).

## Деятельность
Коммерческий банк действует через сеть из 25 филиала и 270 дополнительных офисов (на апрель 2010 года) по всей Сербии. Банку принадлежит 100 % Коммерческого банка Будвы (Komercijalna banka Budva), оперирующего в Черногории, купленный в ноябре 2002 года; также он осуществляет операции в Боснии и Герцеговине через Коммерческий банк Бани Луки (Komercijalna banka Banja Luka).
По состоянию на декабрь 2014 года двумя крупнейшими акционерами банка были правительство Сербии с 42,6 % и Европейский банк реконструкции и развития с 25 % акций.
В марте 2015 года руководство банка объявило, что правительство Сербии планирует продать свою долю в банке во второй половине 2017 года.
Численность персонала банка — 3,06 тыс. человек (2010 год). Собственный капитал — 200 млн евро.